# Erica cymosa
Erica cymosa är en ljungväxtart. Erica cymosa ingår i släktet klockljungssläktet, och familjen ljungväxter.

## Underarter
Arten delas in i följande underarter:
- E. c. cymosa
- E. c. grandiflora